# حرائق الغابات في كولورادو 2022
موسم حرائق الغابات في كولورادو 2022 هو سلسلة مستمرة من حرائق الغابات التي اشتعلت في جميع أنحاء ولاية كولورادو الأمريكية.